# Schlacht von Nacogdoches

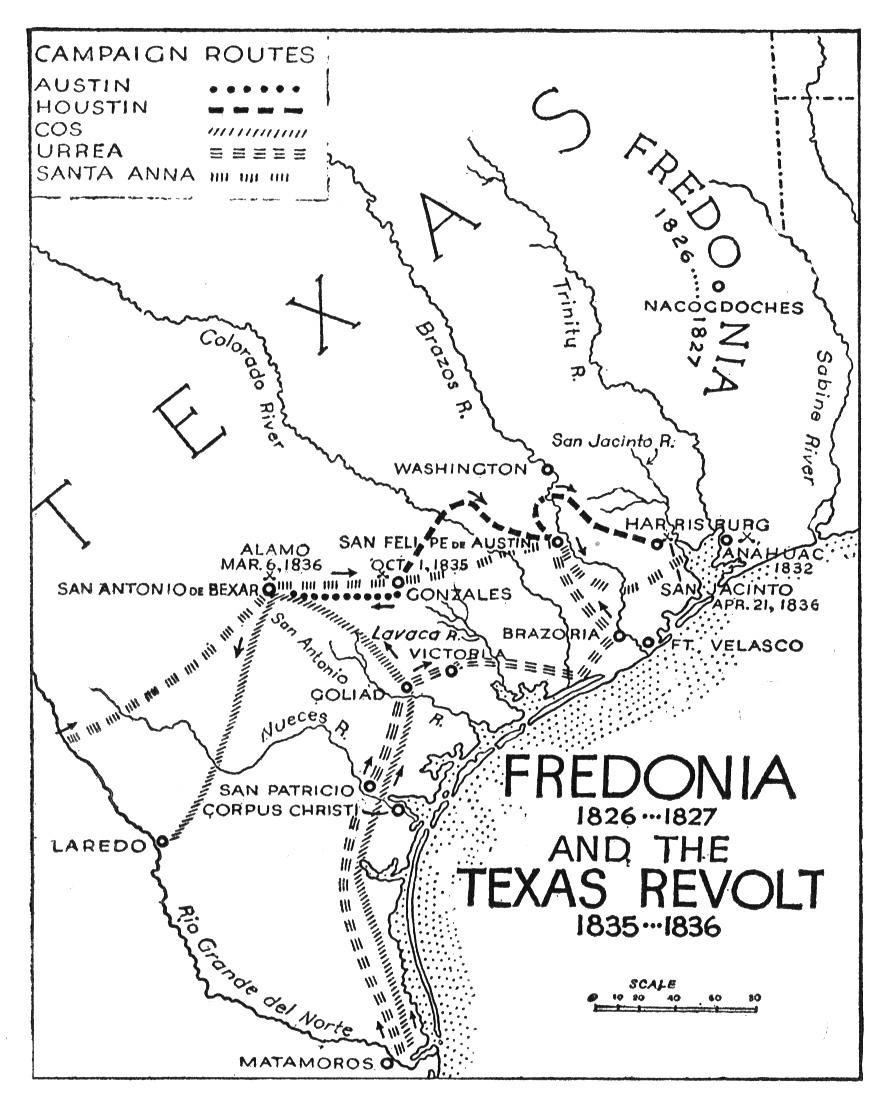
Texas vor und während des Texanischen Unabhängigkeitskriegs

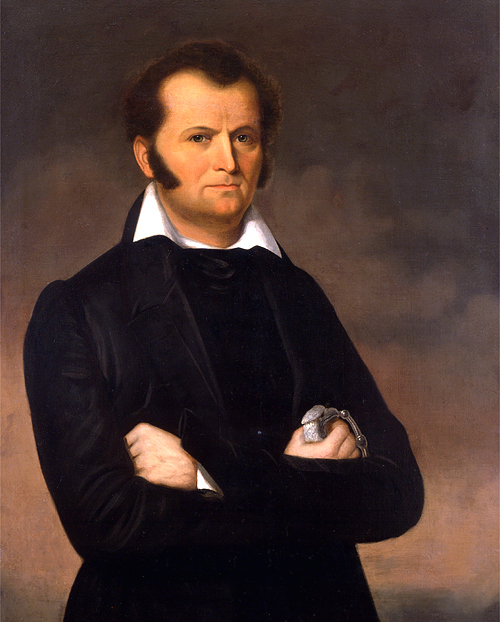
James „Jim“ Bowie

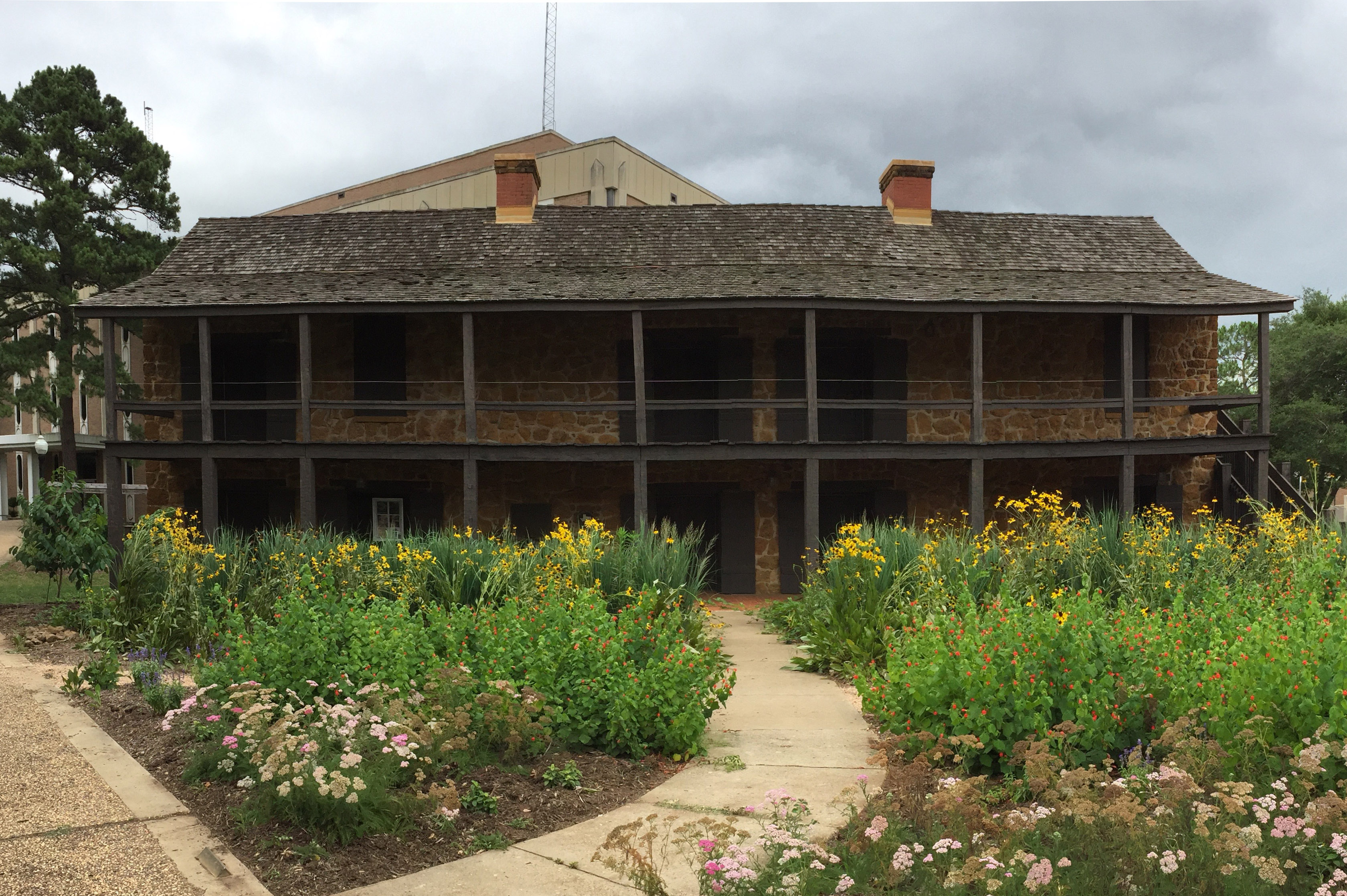
Heute ein Museum: das ehemalige Old Stone Fort in Nacogdoches

Die Schlacht von Nacogdoches war eine bewaffnete Auseinandersetzung im Vorfeld des Texanischen Unabhängigkeitskriegs. Sie fand am 2. und 3. August 1832 in der osttexanischen Stadt Nacogdoches sowie deren Umland statt und endete mit der Kapitulation der örtlichen mexikanischen Garnison. De facto beendete der Sieg der texanischen Kolonisten die militärische Präsenz der Mexikaner in Osttexas. Historisch gilt die Schlacht als wichtige Wegmarke auf dem Weg hin zur offenen Loslösung der Provinz Texas von Mexiko und dem Unabhängigkeitskrieg 1836.

## Hintergrund
Hintergrund der Schlacht zwischen texanischen Siedlermilizen und der örtlichen mexikanischen Garnison, die im August 1832 stattfand, war die von wachsender politischer Unsicherheit, Unzufriedenheit sowie Machtkämpfen geprägte Situation in der mexikanischen Provinz Texas. Seit dem Louisiana Purchase 1803, der zwischen den USA und Frankreich abgeschlossen worden war und dem Territorium der USA weite Gebiete im Westen hinzufügte, hatte Spanisch-Mexiko verstärkte Anstrengungen unternommen, die texanischen Grenzgebiete im Norden zu besiedeln. Die Republik Mexiko setzte diese Anstrengungen fort. Nach der Zuteilung mehrerer Landcharter im Verlauf der 1820er-Jahre setzte in Ost- und Zentraltexas eine stetig zunehmende angelsächsische Besiedlung ein. Die nach (mehr) Autonomie strebenden angelsächsischen Siedlungen gerieten dabei zunehmend in Konflikt mit der mexikanischen Administration.
Verstärkt wurden diese Konflikte durch die innermexikanischen Machtkämpfe zwischen Föderalisten und Zentralisten. Nachdem mexikanische Truppen zusammen mit texanischen Siedlern einen isolierten Aufstand in Osttexas, die Fredonian Rebellion, niedergeschlagen hatten, erließ die Zentralregierung in Mexiko-Stadt ein Gesetz, das die Ausbreitung weiterer Angleno-Ansiedlungen stark einschränkte. Da dieses Gesetz von den – gerade an der Macht befindlichen – Zentralisten auf den Weg gebracht worden war, setzten die texanischen Siedler starke Hoffnungen auf deren innenpolitische Gegner, die Föderalisten.

## Verlauf
Auslöser der bewaffneten Auseinandersetzungen vom 2. und 3. August 1832 war eine Verfügung des Militärbefehlshabers von Nacogdoches José de las Piedras an die örtlichen Kolonisten, ihre Waffen abzugeben. Konfiszierungen von Waffenbeständen hatten zwar schon in der Vergangenheit stattgefunden. Allerdings wurden diese eher pro forma als real durchgeführt. Da absehbar war, dass sich im innermexikanischen Machtkampf die föderalistische Fraktion mit General Santa Anna durchsetzen würde, gingen die örtlichen Kolonisten auf Konfrontationskurs und schickten am 28. Juli Boten in die umliegenden Kolonien, um Unterstützung zu organisieren. Die spontan gebildete Miliz, die sich am 1. August in Pine Hill sammelte, umfasste rund 300 Männer – darunter Kontingente aus dem Ayish Bayou, San Augustine, Neches sowie weiterer Siedlungen am Sabine River. Zum Kommandant der Unternehmung wurde James W. Bullock gewählt.
Verstärkt durch eine weitere Truppe unter James Bowie rückte die Truppe auf Nacogdoches vor, um Piedras ihre Forderungen zu unterbreiten und ihn dazu zu zwingen, sich für Santa Anna und seine Föderalisten zu erklären. Piedras lehnte das Ansinnen ab und ließ eine Einheit von 100 mexikanischen Kavalleristen gegen die Miliztruppen vorrücken. Die anschließenden Kämpfe entwickelten sich bald zu einem Häuserkampf, in dessen Verlauf die Texaner Zug um Zug in die Stadt vorrückten und unter anderem das Old Stone Fort, eines der beiden wichtigen Gebäude der Stadt besetzten. Um der sich abzeichnenden Belagerung zu entgehen, zogen sich die Mexikaner in die Hauptbefestigung, das Old Red House zurück. Im Norden der Stadt hatte sich zwischenzeitlich ein zweites Zentrum der Kämpfe herausgebildet. Auch hier gelang es den Texanern, die mexikanische Kavallerie in die Befestigungsanlage zurückzutreiben und dort zu binden.
Im Verlauf der Nacht evakuierte Piedras die mexikanische Garnison aus der Stadt. Die texanischen Milizen setzten den fliehenden Mexikanern nach und stellten diese am folgenden Tag am Angelina River. Nach einer Meuterei gegen Piedras übernahm Colonel Francisco Medina das Kommando. Medina erklärte sich zum Föderalisten, kapitulierte und übergab Piedras den Texanern. Diese eskortierten die geschlagene mexikanische Garnison zunächst zurück nach Nacogdoches und im Anschluss nach San Antonio, wo sie freigelassen wurde. Piedras wurde in Stephen F. Austins Charterkolonie nach San Felipe eskortiert und dort ebenfalls freigelassen.

## Folgen
Die Verluste bei den Kämpfen betrugen 47 Tote und 40 Verletzte bei den Mexikanern, drei Tote und vier Verletzte bei den Texanern. Unmittelbare Auswirkung der Schlacht war, dass bis zum Ausbruch der Texanischen Revolution keine mexikanischen Truppen mehr in Osttexas stationiert waren. Ein weiterer Konflikt schwelte auch nach Beendigung der Kampfhandlungen weiter – der zwischen angelsächsischen Neusiedlern und den spanischsprechenden, teils schon seit Generationen in der Region ansässigen Altsiedlern, den sogenannten Tejanos. Letztere hatten sich bei der Schlacht von Nacogdoches zwar zumeist auf die föderalistische Seite und somit die der texanischen Kolonisten gestellt. Nach dem Unabhängigkeitskrieg mündete der schwelende Machtkampf im neugegründeten Staat jedoch in eine weitere lokale Auseinandersetzung: die Córdova Rebellion 1838 – eine Erhebung unter Führung des Großgrundbesitzers Vincente Córdova, welche unter Zuhilfenahme der neu gegründeten Polizeitruppe Texas Rangers niedergeschlagen wurde.